# Atanatolica caldas
Atanatolica caldas är en nattsländeart som beskrevs av Ralph W. Holzenthal 1988. Atanatolica caldas ingår i släktet Atanatolica och familjen långhornssländor. Inga underarter finns listade i Catalogue of Life.